# Keiji Kaimoto
Keiji Kaimoto (海本慶治?, Kaimoto Keiji; Suita, 26 novembre 1972) è un allenatore di calcio ed ex calciatore giapponese, di ruolo difensore.

## Palmarès

### Nazionale
- Coppa d'Asia: 1

2000